# Notre mariage
Pour plus de détails, voir Fiche technique et Distribution.
Notre mariage (O Nosso Casamento est un film franco-portugais réalisé par Valeria Sarmiento et sorti en 1985.

## Fiche technique
- Titre original : Notre mariage
- Titre portugais : O Nosso Casamento
- Réalisation :  Valeria Sarmiento
- Scénario : Raoul Ruiz et Valeria Sarmiento, d'après Mi Boda Contigo, roman de Corín Tellado
- Photographie : Acácio de Almeida
- Décors : Isabel Branco et Teresa Jardim
- Costumes : Rita Azevedo Gomes
- Son : Vasco Pimentel et Joaquim Pinto
- Mixage : Antoine Bonfanti
- Musique : Jorge Arriagada
- Montage : Martine Bouquin et Claudio Martinez
- Producteur : António Vaz daSilva
- Producteur délégué : Paulo Branco
- Production : Les Films du Passage - Rita Filmes
- Pays de production :  France -  Portugal
- Genre : comédie dramatique
- Durée : 95 minutes
- Date de sortie : France - 11 septembre 1985

## Distribution
- Nadège Clair : Lola
- Nicolas Silberg : Lorenzo
- Jean-Pierre Teilhade : Salvador
- Maud Rayer : Marcelina

## Distinctions
- Coquille d'argent du meilleur réalisateur au Festival de Saint-Sébastien (1984)